# Новая Сельга
Новая Сельга — деревня в Вытегорском районе Вологодской области.
Входит в состав Андомского сельского поселения, с точки зрения административно-территориального деления — в Андомский сельсовет.
Расстояние по автодороге до районного центра Вытегры — 40 км, до центра муниципального образования села Андомский Погост — 8 км. Ближайшие населённые пункты — Опарино, Сорокополье, Сорочье Поле.
По переписи 2002 года население — 135 человек (58 мужчин, 77 женщин). Преобладающая национальность — русские (96 %).